# 大世界 (新加坡電影)
《大世界》（漢語拼音：dà shì jiè ；閩南語白話字：Tōa sè-kài ；粵拚：daai6 sai3 gaai3） 是唐永健執導的2011年新加坡賀歲喜劇電影，由向雲、林湘萍等主演，該片於2011年1月27日在新加坡上映。該片以新加坡家喻戶曉的大世界遊樂園為背景，故事從1940年跨越至21世紀，講述大世界遊樂園中小人物的溫馨故事。這部電影的一個重要特點是大量使用各種漢語，許多演員能夠以不孰悉的漢語來演出。

## 劇情
本劇描述位於新加坡的名為大世界的遊樂園，當地人也以閩南話稱呼“Tua Seh Kai”而聞名。從1940年代到21世紀，這部電影呈現了四個以大世界遊樂園為中心的故事。
阿敏（王儷婷飾）是一個23歲的大學生，在外婆的舊像館“明珠像館”時發現以往顧客忘了來取的相片。隨著好奇心，她展開了尋找這些老顧客故事的旅程。透過年邁已高的阿明叔（周初明 飾），揭露出當年四段發生在大世界遊樂場的喜怒哀樂。
- 大世界遊樂園的兒童劇場。小丑阿卜（程旭輝飾）是如何卯足全力，勢必要跟1958年來到青天戲院出席《環遊世界80天》電影首映的好萊塢影星伊莉莎白·泰勒合照

- 大世界的鬼車，雖然幾分詭異，但也成了男生在約會時藉機耍勇的地方。“地甘”妹美娟（白薇秀飾）和粗俗的馬來亞流氓阿良，在1965年新加坡和馬來西亞分家時，營造了純純的愛情故事。

- 除了小丑和這對情侶外，還有一朵在紅鶴夜總會即將凋零的台柱——玫瑰（向雲飾）。他如何與新一代的歌星爭艷奪力，如何應付那刁鑽的鄭經理呢？又如何通過舊情人的出現，在1975年的紅鶴夜總會裡再次開花。

- 1941年永春園，畫下經歷的一刻。在年輕阿明（周初明 飾）的婚宴中，餐館裡的員工從鬧哄哄的廚房裡烹煮出一道道垂涎美食慶祝喜宴。怎知，喜宴背後竟暗藏危機。當晚，新加坡被日軍淪陷了。

深受這四個故事的感動，阿敏對過往日的種種格外珍惜，並決定繼續讓明珠像館的歷史延續下去。

## 演員
- 林湘萍飾陳阿花（Tan Ah Huay），阿敏的外婆
- Ben Yeo（楊志龍）（英语：Ben Yeo）飾餐廳服務生阿雄（Ah Siong）
- 王儷婷飾阿敏（Ah Min）
- 薛家燕飾陳太太，阿敏的媽媽
- 周初明 飾吳阿明（Go Ah Beng）
- 程旭輝飾阿卜（Ah Boo）
- Lai Meng飾阿卜（Ah Boo）的母親
- 陳天文（Chen Tianwen）飾腳夫
- 葛米星飾保全
- 白薇秀飾美娟（Mei Juan）
- 鐘耀南（英语：John Cheng）飾藥油販賣商
- 张振煊飾阿良（Yeo）
- 向雲飾歌星玫瑰
- 黃文永飾彼得（Peter）
- 蔡琦慧飾年輕歌星牡丹
- 郭亮（藝人）（英语：Guo Liang (actor)）飾亨利（Henry）
- 陳澍城飾林老闆（美蓮之父）
- 洪乙心（英语：Apple Hong）飾林美蓮（Lim Bee Lian）
- 王祿江飾廚師阿強
- 張耀棟飾廚師阿東
- 陳建彬飾主廚
- 鍾琴飾餐廳領班
- 沈傾（英语：Ix Shen）飾送貨員
- 周崇慶（英语：Dennis Chew）飾Lucy阿姨
- 曾國城飾遊樂園老虎扮演者

## 歷史鏡頭
- 最後一個故事描述日軍軍機在新加坡的轟炸（1941年12月8日），隔年（1942年）日軍便佔領新加坡。
- 在紅鶴夜總會歌星玫瑰所演唱的歌曲“ 玫瑰玫瑰我愛你 ”，是由陳歌辛於抗戰期間所創作的歌曲。

## 票房收入
截至2011年2月21日，這部電影已在新加坡票房收入超過200萬新加坡幣。

## 配音
這部電影於2011年底在美亞電影台播放。2013年，在第8頻道播出；影片中了露西阿姨的上海話和其他角色原本的漢語普通話（現代標準漢語）發音台詞以外，其他的漢語的發音全部被配音成現代標準漢語。

## 外部連結
- 互联网电影数据库（IMDb）上《大世界》的资料（英文）